# Lubja (Palestyna)
Lubja (arab. لوبيا) – nieistniejąca już arabska wieś, która była położona w Dystrykcie Tyberiady w Mandacie Palestyny. Wieś została wyludniona i zniszczona podczas I wojny izraelsko-arabskiej, po ataku Sił Obronnych Izraela w dniu 16 lipca 1948.

## Położenie
Lubja leżała w Dolnej Galilei, w odległości około 10 kilometrów na zachód od miasta Tyberiada. Według danych z 1945 do wsi należały ziemie o powierzchni 39 629 ha. We wsi mieszkało wówczas 2 350 osób.
| własność gruntów | powierzchnia gruntów (hektary) |
| ---------------- | ------------------------------ |
| Arabowie         | 32 895                         |
| Żydzi            | 1 051                          |
| publiczne        | 5 683                          |
| Razem            | 39 629                         |

| Rodzaj użytkowanych gruntów | Arabowie (hektary) | Żydzi (hektary) |
| --------------------------- | ------------------ | --------------- |
| uprawy oliwek               | 1 520              | 0               |
| uprawy nawadniane           | 1 655              | 0               |
| uprawy zbóż                 | 31 259             | 1 051           |
| nieużytki                   | 5 454              | 0               |
| zabudowane                  | 210                | 0               |

## Historia
W czasach Krzyżowców tutejszą wieś nazywano Lubia. W 1596 we wsi mieszkało 1 177 mieszkańców, którzy płacili podatki z upraw pszenicy, jęczmienia, oliwek, bawełny, owoców, hodowli kóz i uli.
W okresie panowania Brytyjczyków Lubja była dużą wsią. We wsi znajdował się jeden meczet oraz szkoła podstawowa dla chłopców.
Podczas wojny domowej w Mandacie Palestyny we wsi stacjonowały siły Arabskiej Armii Wyzwoleńczej, które paraliżowały żydowską komunikację w całym rejonie. W odwecie 20 stycznia 1948 oddział żydowskiej organizacji paramilitarnej Hagana przeprowadził atak na wieś, zabijając jednego mieszkańca. 24 lutego działająca z Lubji arabska milicja zorganizowała zasadzkę na żydowski konwój, zadając mu wiele strat. Podczas I wojny izraelsko-arabskiej w rejonie wioski toczyły się walki podczas bitew w moszaw Ilanijję. W trakcie operacji Dekel w dniu 16 lipca 1948 wieś Lubja zajęły siły izraelskie. Wysiedlono wówczas jej mieszkańców, a większość domów wyburzono. W 1960 rozebrano pozostałości wioski.

## Miejsce obecnie
Tereny uprawne wioski Lubja zajął utworzony w 1949 kibuc Lawi, a następnie w 1991 wieś komunalna Giwat Awni.
Palestyński historyk Walid Chalidi, tak opisał pozostałości wioski Lubja: „Na miejscu został zasadzony przez Żydowski Fundusz Narodowy sosnowy las Lavi. Światowa Organizacja Syjonistyczna zakupiła i zagospodarowała położony po zachodniej stronie teren, na którym zasadzono inny las. W tych lasach ukryte są szczątki domów. Na miejscu zachowała się mała studnia (która była wcześniej używana przez mieszkańców do zbierania wody deszczowej)”.